# París-Niza 1970
La París-Niza 1970, fue la edición número 28 de la carrera, que estuvo compuesta de nueve etapas y un prólogo disputados del 8 al 16 de marzo de 1970. Los ciclistas completaron un recorrido de 1.549 km con salida en Vincennes y llegada a Col d'Èze, en Francia. La carrera fue vencida por el belga Eddy Merckx, que fue acompañado en el podio por el español Luis Ocaña y el holandés Jan Janssen. 

## Recorrido
Los 1.459 kilómetros de recorrido se dividen en 10 etapas y un prólogo disputados en ocho días. Las contrarrelojes se reducen respecto al año anterior a los 3 km por equipos del prólogo y la  cronoescalada al Col d'Èze del último día. También disminuyen las etapas divididas en dos sectores, que sólo tienen lugar los dos últimos días de competición. Las principales dificultades montañosas son el Col de la République en la cuarta etapa; la  Espigoulier, el Col de Garde y el Mont Faron en la sexta etapa, además, del ya mencionado Col de Èze en el segundo sector de la octava etapa.

## Participantes
En esta edición de la París-Niza toman parte 112 corredores divididos en 14 equipos: Faemino-Faema, Caballero-Laurens, Sonolor-Lejeune, [[Salvarani] ], Germanvox-Wega, Willem II-Gazelle, Flandria-Mars,  Bic,  Ferretti , Fagor-Mercier, Peugeot-BP-Michelin, G.B.C.-Zimba, Molteni y Frimatic-De Gribaldy. La prueba lo acabaron 69 corredores.

## Desarrollo
La prueba se inicia con un prólogo en el velódromo de Bois bien particular. Primero se hace una contrarreloj por equipos de sólo tres kilómetros y luego una contrarreloj individual de un kilómetro para decidir el ganador individual de la etapa donde sólo participan los corredores del equipo ganador de la primera parte del prólogo. Así el equipo neerlenadès Caballero-Laurens es el más rápido en la CRE y Léo Duyndam en la CRI posterior lo que le permite llevarse la etapa y fue el primer líder.
La primera etapa es Cipriano Chemello que se impone de forma sorprendente en el esprint masivo. Además, el italiano se pone líder gracias a las bonificaciones. La segunda etapa se la lleva en solitario el plusmarquista de la hora Ole Ritter. El danés saca cuatro segundos en la línea de meta los que le permiten ponerse líder.
Al día siguiente Eddy Merckx deja claro quién es el más fuerte. El belga, bajo la nieve, se lleva la etapa en solitario y se pone líder.  Merckx escapa del pelotón en compañía de Roland Berland y ambos corredores atrapan a un grupo de escapados que iba por delante. A 11 kilómetros de meta  Merckx ataca dejando atrás a todos para ganar la etapa con 52 "sobre el segundo clasificado y 55" sobre el resto de favoritos.
En la cuarta etapa  Merckx y su equipo controlan al resto de corredores de tal forma que al final la victoria de etapa se disputa en un esprint masivo ganado por [ [Eric Leman]]. Aunque la etapa no tiene más cambios en la general que los producidos por las bonificaciones  Merckx tiene varios sustos. En una escapada formada por Gilbert Bellone, Leif Mortensen y Ole Ritter infiltra el líder de la general al entender que son hombres peligrosos. En un momento dado  Mortensen hace el afilador con  Bellone y cae sin que se lleve a  Merckx de milagro. El danés acabará la etapa perdiendo 2 '21 ". Posteriormente una fuga de Christian Raymond y Evert Dolman a 40 km de meta hace que el primero sea líder virtual pero  Merckx en persona aumenta el ritmo del piloto para cazar a los dos fugados.
El etapa siguiente se ve condicionada por una caída de  Merckx en el descenso de Ragage a 20 kilómetros de meta. Aprovechando la ocasión Jan Janssen y Rudi Altig aumentan el ritmo de tal forma que rompen el piloto quedando al frente Roger Pingeon, Christian Raymond, Bernard Guyot , Jan Janssen, Luis Ocaña, Michele Dancelli, Edward Se les, Rolf Wolfshohl, Rudi Altig y Cyrille Guimard. Al final,  Merckx en persona consigue contactar con este grupo y no tiene mayores pérdidas de tiempo que las bonificaciones de meta.
La sexta etapa presenta las subidas del Espigoulier, el col de Garde y el Mont Faron. En este último puerto se van los  Bic  Janssen y  Ocaña, junto con  Merckx. Los tres sacan 57 "en línea de meta al resto de favoritos. Esta ventaja será suficiente para conformar el podio final de la prueba. Raymond Poulidor tiene la mala fortuna de pinchar en el momento que Wilfried David iniciaba las hostilidades. el francés remonta en el Faron pero al final no puede contactar con los tres de delante y llega a meta en el segundo grupo. Peor fortuna tendrá  Dancelli. el italiano comienza la etapa como a cuarto de la general y la termina con una pérdida de más de once minutos.
La séptima etapa se presenta en dos sectores. En el  primer impone Guido Reybrouck en una llegada masiva y en el segundo el jersey blanco también al sprint pero en este caso en una llegada en alto.
El último día de competición también se divide en dos sectores. El primero se la lleva Adriano Pella, por delante de Rolf Wolfshohl y Ferdinand Bracke. El segundo es la cronoescalada a Èze.  Merckx la afronta con más de un minuto sobre  Janssen y  Ocaña y más de dos minutos sobre el resto de corredores. El belga vuelve a ganar de forma contundente, ya que sólo  Poulidor y  Ocaña quedan en menos de un minuto de él. El tercer lugar en la etapa de  Ocaña le permite alcanzar la segunda posición de la general en detrimento de su compañero de equipo  Janssen.

## Resultados de las etapas
| Etapa                 | Fecha       | Recorrido              | km     | Ganador           | Líder             |
| --------------------- | ----------- | ---------------------- | ------ | ----------------- | ----------------- |
| Prólogo               | 8 de marzo  | Vincennes (CRE)        | 3 km   | Leo Duyndam       | Leo Duyndam       |
| 1ª etapa              | 9 de marzo  | Dourdan-Joigny         | 141 km | Cipriano Chemello | Cipriano Chemello |
| 2ª etapa              | 10 de marzo | Joigny-Autun           | 226 km | Ole Ritter        | Ole Ritter        |
| 3ª etapa              | 11 de marzo | Autun-Saint-Étienne    | 208 km | Eddy Merckx       | Eddy Merckx       |
| 4ª etapa              | 12 de marzo | Saint-Étienne-Bollène  | 198 km | Eric Leman        | Eddy Merckx       |
| 5ª etapa              | 13 de marzo | Bollène-Plan-de-Cuques | 220 km | Rudi Altig        | Eddy Merckx       |
| 6.ª etapa             | 14 de marzo | Plan-de-Cuques-Hyères  | 126 km | Jan Janssen       | Eddy Merckx       |
| 7.ª etapa, 2.º sector | 15 de marzo | Hyères-Sainte-Maxime   | 73 km  | Guido Reybrouck   | Eddy Merckx       |
| 7.ª etapa, 2.º sector | 15 de marzo | Sainte-Maxime-Seillans | 73 km  | Eddy Merckx       | Eddy Merckx       |
| 8.ª etapa, 1º sector  | 16 de marzo | Seillans-Niza          | 73 km  | Adriano Pella     | Eddy Merckx       |
| 8.ª etapa, 2.º sector | 16 de marzo | Niza-Col d'Èze (CRI)   | 9.5 km | Eddy Merckx       | Eddy Merckx       |

## Etapas

### Prólogo
8-03-1970. Vincennes, 3 km. CRE
|   | Equip             | Temps  |
| - | ----------------- | ------ |
| 1 | Caballero-Laurens | 4' 58" |
| 2 | Sonolor-Lejeune   | + 2"   |
| 3 | Salvarani         | + 8"   |
| 4 | Germanvox-Wega    | m. t.  |
| 5 | Willem II-Gazelle | + 9"   |

8-03-1970. Vincennes, 1 km. CRI
|   | Ciclista         | Equipo            | Tiempo |
| - | ---------------- | ----------------- | ------ |
| 1 | Leo Duyndam      | Caballero-Laurens | 1' 17" |
| 2 | Jacques Frijters | Caballero-Laurens | + 3"   |
| 3 | Jan Krekels      | Caballero-Laurens | + 4"   |
| 4 | Harry Steevens   | Caballero-Laurens | + 5"   |
| 5 | Gérard Vianen    | Caballero-Laurens | + 6"   |

### 1ª etapa
9-03-1970. Dourdan-Joigny, 141 km.
|   | Ciclista          | Equipo         | Tiempo     |
| - | ----------------- | -------------- | ---------- |
| 1 | Cipriano Chemello | Salvarani      | 4h 02' 55" |
| 2 | Guido Reybrouck   | Germanvox-Wega | m. t.      |
| 3 | Cyrille Guimard   | Fagor-Mercier  | m. t.      |
| 4 | Eric Leman        | Flandria-Mars  | m. t.      |
| 5 | Michele Dancelli  | Molteni        | m. t.      |

### 2ª etapa
10-03-1970. Joigny-Autun 226 km.
|   | Ciclista        | Equipo         | Tiempo     |
| - | --------------- | -------------- | ---------- |
| 1 | Ole Ritter      | Germanvox-Wega | 5h 41' 25" |
| 2 | Eric Leman      | Flandria-Mars  | + 4"       |
| 3 | Guido Reybrouck | Germanvox-Wega | m. t.      |
| 4 | Marino Basso    | Molteni        | m. t.      |
| 5 | Leif Mortensen  | Bic            | m. t.      |

### 3ª etapa
11-03-1970. Autun-Saint-Étienne 208 km.
|   | Ciclista         | Equipo         | Tiempo     |
| - | ---------------- | -------------- | ---------- |
| 1 | Eddy Merckx      | Faemino-Faema  | 5h 14' 29" |
| 2 | Giuseppe Milioli | Germanvox-Wega | + 52"      |
| 3 | Guido Reybrouck  | Germanvox-Wega | + 55"      |
| 4 | Roger Rosiers    | Bic            | m. t.      |
| 5 | Eric Leman       | Flandria-Mars  | m. t.      |

### 4ª etapa
12-03-1970. Saint-Étienne-Bollène, 198 km.
|   | Ciclista        | Equipo         | Tiempo     |
| - | --------------- | -------------- | ---------- |
| 1 | Eric Leman      | Flandria-Mars  | 5h 06' 29" |
| 2 | Guido Reybrouck | Germanvox-Wega | m. t.      |
| 3 | Marino Basso    | Molteni        | m. t.      |
| 4 | Cyrille Guimard | Fagor-Mercier  | m. t.      |
| 5 | Jan Janssen     | Bic            | m. t.      |

### 5ª etapa
13-03-1970. Bollène-Plan-de-Cuques, 220 km.
|   | Ciclista        | Equipo          | Tiempo     |
| - | --------------- | --------------- | ---------- |
| 1 | Rudi Altig      | Zimba-G.B.C.    | 5h 54' 54" |
| 2 | Cyrille Guimard | Fagor-Mercier   | m. t.      |
| 3 | Guido Reybrouck | Germanvox-Wega  | m. t.      |
| 4 | Jan Janssen     | Bic             | m. t.      |
| 5 | Barry Hoban     | Sonolor-Lejeune | m. t.      |

### 6ª etapa
14-03-1970. Plan-de-Cuques-Hyères, 126 km.
|   | Ciclista               | Equipo            | Tiempo     |
| - | ---------------------- | ----------------- | ---------- |
| 1 | Jan Janssen            | Bic               | 4h 02' 51" |
| 2 | Eddy Merckx            | Faemino-Faema     | m. t.      |
| 3 | Luis Ocaña             | Bic               | + 4"       |
| 4 | Jos van der Vleuten    | Willem II-Gazelle | + 57"      |
| 5 | Martin van den Bossche | Molteni           | m. t.      |

### 7ª etapa, 1º sector
15-03-1970. Hyères-Sainte-Maxime, 73 km.
|   | Ciclista               | Equipo          | Tiempo     |
| - | ---------------------- | --------------- | ---------- |
| 1 | Guido Reybrouck        | Germanvox-Wega  | 1h 57' 19" |
| 2 | Harrie Jansen          | Sonolor-Lejeune | m. t.      |
| 3 | Martin van den Bossche | Molteni         | m. t.      |
| 4 | Eric Leman             | Flandria-Mars   | m. t.      |
| 5 | Giuseppe Beghetto      | Ferretti        | m. t.      |

### 7.ª etapa, 2.º sector
15-03-1970. Sainte-Maxime-Seillans, 78 km.
|   | Ciclista               | Equipo          | Tiempo     |
| - | ---------------------- | --------------- | ---------- |
| 1 | Eddy Merckx            | Faemino-Faema   | 2h 22' 55" |
| 2 | Jan Janssen            | Bic             | m. t.      |
| 3 | Martin van den Bossche | Molteni         | m. t.      |
| 4 | Raymond Poulidor       | Fagor-Mercier   | m. t.      |
| 5 | Gilbert Bellone        | Sonolor-Lejeune | m. t.      |

### 8ª etapa, 1º sector
16-03-1970. Seillans-Niza, 108 km.
|   | Ciclista            | Equipo              | Tiempo     |
| - | ------------------- | ------------------- | ---------- |
| 1 | Adriano Pella       | Germanvox-Wega      | 2h 39' 19" |
| 2 | Rolf Wolfshohl      | Fagor-Mercier       | m. t.      |
| 3 | Ferdinand Bracke    | Peugeot-BP-Michelin | m. t.      |
| 4 | André Dierickx      | Flandria-Mars       | + 12"      |
| 5 | Gianfranco Bianchin | Molteni             | + 24"      |

### 8.ª etapa, 2.º sector
16-03-1970. Niza-Col d'Èze, 9.5 km.  CRI
|   | Ciclista         | Equipo        | Tiempo   |
| - | ---------------- | ------------- | -------- |
| 1 | Eddy Merckx      | Faemino-Faema | 20' 14"  |
| 2 | Raymond Poulidor | Fagor-Mercier | + 50"    |
| 3 | Luis Ocaña       | Bic           | + 55"    |
| 4 | Leif Mortensen   | Bic           | + 1' 15" |
| 5 | Jan Janssen      | Bic           | + 1' 22" |

## Clasificaciones finales

### Clasificación general
| Pos. | Ciclista               | Equipo              | Tiempo      |
| ---- | ---------------------- | ------------------- | ----------- |
|      | Eddy Merckx            | Faemino-Faema       | 37h 23' 27" |
| 2    | Luis Ocaña             | Bic                 | + 2' 14"    |
| 3    | Jan Janssen            | Bic                 | + 2' 24"    |
| 4    | Raymond Poulidor       | Fagor-Mercier       | + 3' 02"    |
| 5    | Lucien Aimar           | Sonolor-Lejeune     | + 3' 55"    |
| 6    | Cyrille Guimard        | Fagor-Mercier       | + 4' 10"    |
| 7    | Christian Raymond      | Peugeot-BP-Michelin | + 4' 37"    |
| 8    | Martin van den Bossche | Molteni             | + 5' 21"    |
| 9    | Gilbert Bellone        | Sonolor-Lejeune     | + 5' 39"    |
| 10   | José Catieau           | Sonolor-Lejeune     | + 5' 40"    |